# IBM eServer zSeries 890
zSeries 890 — класс мейнфреймов семейства System z, созданный компанией IBM и предназначенный для предприятий среднего размера. В целом z890 построен на базе технологии сервера z990, но обладает меньшей мощностью.

## Общие характеристики
- От 1 до 4 процессоров.
- От 8 до 256 GB внутренней памяти.
- До 30 логичестких разделов LPAR.
- До 256 каналов ввода-вывода.

## Конструкция
z890 построен по классической схеме zSeries, но имеет только один фрейм (A-фрейм), в то время как z990 имеет два фрейма (A и Z фреймы).
Фрейм z890 состоит из:
- CEC каркаса
- Каркаса ввода-вывода
- Источников питания
- ИБП
- Системы воздушного охлаждения
- Системы жидкостного охлаждения

Поскольку для сервера z890 реализована только одна аппаратная модель — А04, CEC cage содержит только один процессорный блок (в то время как CEC cage в z990 имеет 4 блока). Поэтому z890 может иметь от 1 до 4 процессоров и от 8 до 32 GB внутренней памяти. Один из процессоров может быть конфигурирован как SAP.
Блоки z890 поддерживают пропускную способность данных в 16 Gb/sec между памятью и устройствами ввода-вывода используя до восьми процессорных шин STI (Self-Timed Interconnect).
Серверы z890 работают только в LPAR-режиме. В одном сервере можно определить до 30 логических разделов (LP), и соответственно до 30 логических канальных подсистем (LCSS). Существуют определенные правила построения LP и LCSS:
- Каждому LP должна соответствовать одна LCSS. Одной LCSS может соответствовать до 15 LP.
- Одна LCSS может определить до 256 идентификаторов канальных путей (СHPID).
- Некоторые канальные пути (например ESCON) должны быть привязаны к единственной LCSS. Остальные (например FICON и OSA) могут быть привязаны к нескольким канальным подсистемам.

## Технические параметры

### Габариты
Размеры сервера с учётом толщины корпуса:
- Ширина: 78,5 см
- Высота: 157,7 см
- Глубина: 194,1 см

Размеры CEC каркаса:
- Ширина: 50,8 см
- Высота: 47 см
- Глубина: 15,25 см

## Статьи
- 18-летний энтузиаст купил и установил в подвале мейнфрейм IBM z890 (2004 год). geektimes.ru (30 марта 2016). Дата обращения: 24 сентября 2016.
- 19-летний гик нашёл работу благодаря восстановлению старого мейнфрейма IBM. geektimes.ru (24 сентября 2016). Дата обращения: 24 сентября 2016.